# Garibaldi Ranges
Als Garibaldi Ranges wird eine 4337 km² große Bergkette im südwestlichen Teil der zu den Coast Mountains gehörenden Pacific Ranges im Süden der kanadischen Provinz British Columbia bezeichnet; noch weiter im Südwesten der Pacific Ranges liegen nur noch die North Shore Mountains. Die Lage lässt sich wie folgt beschreiben: Sie liegt zwischen dem durch den Pass zwischen Cheakamus River und Green River gebildeten Tal im Westen (der Ortslage von Whistler) und dem Tal des Lillooet River im Osten. Südwärts erstrecken sie sich bis nach Maple Ridge, einer östlichen Vorstadt von Vancouver und nordwärts bis Mission. Südlich befinden sich die North Shore Mountains, die Vancouver überragen, im Südosten die Douglas Ranges.
Der Name der Bergkette wird vom Mount Garibaldi an ihrer Westseite abgeleitet, welcher der Namensgeber des Garibaldi Provincial Park ist. Ihr Südende zwischen dem oberen Stave River und dem Pitt Lake befindet sich nördlich der Gemeinde Maple Ridge und bildet den Golden Ears Provincial Park (der ursprünglich zum Garibaldi Provincial Park gehörte).
Der bekannteste Berg der Kette, The Black Tusk, gehört nicht zu ihren höchsten; es handelt sich um einen Lavapfropfen auf dem wiesenbedeckten Grat zwischen Garibaldi Lake und Cheakamus Lake, genau südlich des Resorts Whistler. Der höchste Gipfel in der Kette, der 2895 m hohe Wedge Mountain (auch Wedgemont oder „The Wedge“ genannt), liegt genau östlich des Resorts.
Der nördliche Teil der Kette wird hauptsächlich vom Garibaldi Provincial Park eingenommen und besitzt einen ausgeprägt alpinen Charakter mit großen Gletscherfeldern und einem Meer hoher Gipfel. Der südliche Teil nördlich des Stave Lake und zwischen dem oberen Pitt River und dem unteren Lillooet River wird von einem großen Eisschild bedeckt, weil sich die Niederschläge in einem Netzwerk U-förmiger Täler sammeln, von denen viele gut über 1500 m (5000 Fuß) tief sind und an deren Rändern sich bis über 2100 m höhe Gipfel mit nahezu senkrechten Wänden finden. Im Zentrum dieser Menge von Graten, dekoriert mit scharfen, spitzen Nadeln liegt der höchste von ihnen, Mount Judge Howay (2262 m). Die südlichsten Hauptgipfel der Garibaldi Ranges befinden sich im Golden Ears Provincial Park genau nördlich von Haney (der Innenstadt von Maple Ridge) und ähneln mit ihren Zuckerhüten den Ohren eines Esels, welche – am Tag ihrer Benennung – in der untergehenden Sonne leuchteten; der höchste von ihnen ist Golden Ears mit 1716 m Höhe.

## Teilketten
- Garibaldi Névé
- Fitzsimmons Range
  - Musical Bumps
- McBride Range
- Spearhead Range
- Golden Ears Group
- Misty Icefield
- Bastion Range